# جون هودجز
جون هودجز (بالإنجليزية: John Hodges)‏ (22 يناير 1980 بليستر في المملكة المتحدة - ) هو لاعب كرة قدم بريطاني في مركز حراسة المرمى. لعب مع ليستر سيتي ونادي بليموث أرجايل.